# Denys II (métropolite de Moscou)
Pour les articles homonymes, voir Denys II.
 (octobre 2017).
Si vous disposez d'ouvrages ou d'articles de référence ou si vous connaissez des sites web de qualité traitant du thème abordé ici, merci de compléter l'article en donnant les références utiles à sa vérifiabilité et en les liant à la section « Notes et références ».
Denys II ou Dionysius II ou Dionisi II (décédé en 1591) fut métropolite de Moscou et de toute la Russie de 1581 à 1587.